# University of Oklahoma Press
L'University of Oklahoma Press (OU Press) est l'organe éditorial de l'université d'Oklahoma. Fondé en 1929 par le cinquième président de l'université d'Oklahoma, William Bennett Bizzell, c'est le premier organe de presse établi dans le Sud-Ouest américain. OU Press est l'un des leaders de la presse dans la région, et est principalement connu pour ses titres sur l'Ouest américain et les Amérindiens. L’éditeur publie des textes sur d'autres sujets, allant de la faune aux langues anciennes, en passant par les tornades et les graves intempéries. Les communiqués de presse concernent autour de 80 livres chaque année. 
La Arthur H. Clark Company (fondée en 1902) fut un éditeur de publications relatives à l'histoire de l'Ouest des États-Unis. En juillet 2006, la société a été acquise par l'université d'Oklahoma et a déménagé à Norman, dans l'Oklahoma, où elle poursuit ses activités.